# York Island
York Island är en ö i Antigua och Barbuda.   Den ligger i parishen Parish of Saint Philip, i den östra delen av landet, 21 kilometer öster om huvudstaden Saint John's.